# Jozef Cornelis
Jozef (ook Joseph) Cornelis (Antwerpen, 18 mei 1941 - Burriana, 14 juni 2011) was een Vlaams kunstschilder en graficus die georiënteerd was op de symbolistische monumentale kunst.

## Biografie
Jozef Cornelis begon de middelbare school aan de Cadixstraat te Antwerpen, wat we nu een kunsthumaniora zouden noemen. In 1957, hij was toen pas zestien jaar oud, schakelde hij over op een opleiding aan de Koninklijke Academie voor Schone Kunsten van Antwerpen. Daar maakte hij kennis met Gustaaf C. De Bruyne, die zijn mentor werd. Meester en leerling konden het zo goed met elkaar vinden dat Jozef keer op keer werd gebuisd om toch maar bij De Bruyne in de klas te blijven. Ondertussen haalde Jozef Cornelis telkens weer prijzen binnen. Zijn concurrente daarbij was Liliane Van Hove met wie hij een relatie begon en een zoontje kreeg, die ze Gustaaf noemden.
Hij begon zijn loopbaan als leraar aan de Academie van Lier op de Vismarkt, in het midden van de jaren zestig. Hij bleef er vijftien jaar lang lesgeven. Jozef en Liliane vestigden zich in Lier, maar einde jaren zeventig verliet Cornelis haar en ging in Mortsel wonen met een van zijn studentes, Diane De Soeteke.
Van 1981 tot 1996 was hij directeur van de Schotense Academie voor Beeldende Kunsten, hij gaf er ook les in de vrije grafiek. Hij woonde ook in Schoten aan de Churchilllaan, met zijn nieuwe echtgenote Marleen. Hij gaf er les in de kunstgeschiedenis en organiseerde diverse studiereizen onder meer naar Praag, de Provence en Italië. In 1996 werd de school overgedragen aan het stedelijk kunstonderwijs van Antwerpen en ging Jozef Cornelis met pensioen. 
Na het overlijden van zijn echtgenote Marleen leerde hij Gertje kennen met wie hij veel tijd doorbracht in Nules in Spanje en daarnaast diverse reizen ondernam.
Jozef Cornelis overleed in Burriana, Spanje.

## Stijlkenmerken
De Bruyne had  een belangrijke invloed op zijn student, maar niettemin ontwikkelde die al snel zijn eigen stijl. Hij creëerde geometrische composities gebaseerd op cirkels en driehoeken. Die constructielijnen werden door Jozef niet uitgewist, maar gingen deel uitmaken van het eindresultaat. Het lijnenspel gecombineerd met de weergave van personen resulteerden in een unieke vorm van figuratieve sierkunst.
Cornelis was eerder een graficus dan een kunstschilder, naast zijn werk als schilder maakte hij talloze etsen. Hij beheerste het volledige palet van pasteltekenen, over aquarellen en zelfs olieverf met het paletmes maar voor zijn eigen werk hield hij het bij tempera en olieverfglacis. Hij was een uitgesproken humanist, in zijn werk plaatste hij de mens centraal.